# Музыкальный театр под руководством Геннадия Чихачёва
Московский детский музыкально-драматический театр — театр в Москве, основанный в 1987 году. Прежде известный как Московский детский музыкальный театр под руководством Геннадия Чихачёва, Театр был переименован после процесса слияния с Московским драматическим театром «Сопричастность». В репертуаре Театра около полусотни музыкальных и драматических спектаклей для зрителей всех поколений, поэтому Театр выступает под новым брендом и приобретает известность как «Театр "Поколение"». Театр занимает бывшее здание кинотеатра «Ташкент» по адресу 1-я Новокузьминская улица, дом 1 в Рязанском районе Юго-Восточного административного округа Москвы, где расположены Большая и Малая сцены. Драматическая сцена находится в здании на ул. Радио, д. 2 стр. 2 в Басманном районе Центрального административного округа Москвы.

## История
Будущий Московский государственный музыкальный театр был основан в 1987 году как театр-студия. Основатель и художественный руководитель театра — заслуженный деятель искусств России, заслуженный артист России, лауреат премии Правительства Москвы Геннадий Чихачёв (1952—2021). В 1992 году театр получил статус муниципального, в 1994 году — государственного. В конце 1990-х — начале 2000-х годов в театре был создан собственный симфонический оркестр, собравший выпускников Московской консерватории и других музыкальных вузов. В 2000 году Правительство Москвы передало учреждению здание кинотеатра «Ташкент» на 1-й Новокузьминской улице, куда театр переехал к 2002 году. После получения статуса музыкального театра в 2003—2004 годах, Московский государственный музыкальный театр под руководством Геннадия Чихачёва вступил в Ассоциацию музыкальных театров России (та, в свою очередь, вошла в Международный институт театра).
11 ноября 2021 года Геннадий Чихачёв скончался в Москве на 69-м году жизни.

## Репертуар
Репертуар театра включает около 20 постановок: мюзиклы, оперетты, музыкальные комедии и музыкальные сказки. Симфонический оркестр театра возглавляет Владимир Янковский.

### Спектакли для детей
- Колобок

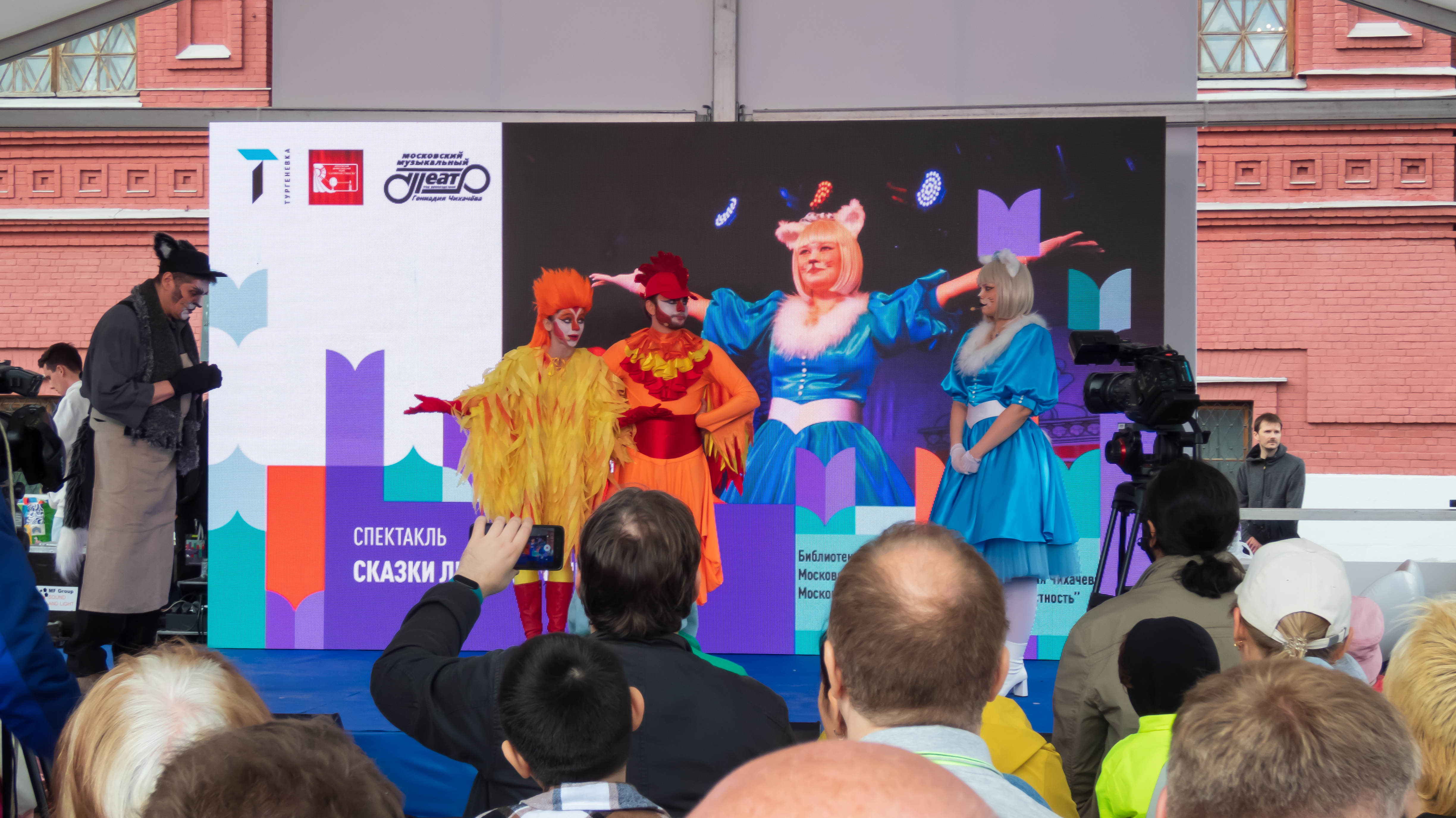
Спектакль «Сказки любимого писателя» на книжном фестивале «Красная площадь» 2022

- Как Соловей-разбойник Ивану-солдату помог
- Детектив про Репку
- Грибной переполох
- Три медведя
- Золушка
- Красная Шапочка
- Волк и семеро козлят
- Ну, волк, погоди!
- Зайка-почтальон
- Теремок
- Журавлёнок
- Садко и царевна морская
- Пират и призраки.

### Спектакли для взрослых
- Тарзан (Love story)
- Женитьба Бальзаминова
- Плаха
- Человек-амфибия
- Недоросль
- Анна Каренина
- Астрономия любви
- Три мушкетёра
- Бесприданница.

## Награды
- Почётная грамота Московской городской думы (28 ноября 2007 года) — за заслуги перед городским сообществом[7].

## Рецензии
- Владимир Чекмарёв. Театр дарящий тепло. — ISBN 9783659991967